# Diospyros melanida
Diospyros melanida är en tvåhjärtbladig växtart som beskrevs av Philibert Commerson och Jean Louis Marie Poiret. Diospyros melanida ingår i släktet Diospyros och familjen Ebenaceae. Inga underarter finns listade i Catalogue of Life.